# Erich Krempel
Erich Krempel (* 18. August 1913 in Suhl; † 26. September 1992 ebenda) war ein deutscher Sportschütze.
Krempel errang 1936 bei den Olympischen Spielen in Berlin eine Silbermedaille im Schießen mit der freien Pistole hinter dem Schweden Torsten Ullman. Bereits 1935 hatte er den zweiten Platz bei der Weltmeisterschaft hinter Ullman belegt. 1939 gewann Krempel dann den Weltmeistertitel vor Ullman.
Krempel ist als Sportler im zweiten Teil des mehrfach preisgekrönten Films von Leni Riefenstahl über die Sommerspiele 1936 zu sehen.
Die Schützenvereinigung Zella-Mehlis veranstaltet jährlich ihm zu Ehren ein Turnier um den Erich-Krempel-Gedächtnispokal. In Suhl gibt es eine Erich-Krempel-Straße.